# ذئب عربي
الذِّئب العربي أو الأغبس أو ذئب حضرموت (الاسم العلمي: Canis lupus arabs، من مرادفاته Canis hadramauticus) حيوان من رتبة اللواحم وهو أصغر سلالات الذئب الرمادي والتي كانت تنتشر عبر شبه الجزيرة العربية بكاملها، إلا أنها اليوم تتواجد في بضعة جيوب معزولة في السعودية واليمن، وتتواجد بقله في جنوب سوريا وفلسطين، والأردن، وبعض أجزاء سيناء على الأرجح. يعود السبب وراء تناقص أعداد هذه الذئاب بشكل كبيرٍ وملحوظٍ في الآونة الأخيرة، إلى الصيد الجائر والملاحقة بالسيارات والقتل العمد لها، إلا أن النشطاء في حماية البيئة وهيئات حماية البيئة قد اثبتت جدارتها بإعادته لبعض المحميات وجعله يتكاثر من جديد، إلا أن وضع السلالة ككل لا يزال غير مُطمئن على الإطلاق. تُعرف هذه الحيوانات محليًّا في الدول التي تقطنها باسم الذيب أو الديب (جمعها ذياب أو دياب).

## وصف السلالة والخواص الأحيائية
الذئب العربي حيوان صغير الحجم متأقلم مع العيش في الصحراء، يبلغ ارتفاعه حوالي 66 سم (26 إنش) عند الكتفين ويصل في زنته إلى 25 كجم (45 رطلا)، وأذان هذه الحيوانات تعد ضخمة بالنسبة لحجم جسدها وعند مقارنتها بسلالات وأنواع أخرى من فصيلة الكلبيّات، ويعتبر هذا الحجم الضخم للأذنين تأقلمًا مع الحياة في بيئتها الحارة فكثرة الأوعية الدموية فيها تقوم بتبريد جسدها. يمتلك الذئب العربي فراءً قصيرا خفيفًا خلال فصل الصيف، إلا أن شعر ظهره يبقى طويلًا حتى خلال هذه الفترة، يُعتقد أن هذا يُعد تأقلمًا لتجنب الإصابة بحروق شمسيّة. أما الفراء الشتوي فطويل، إلا أنه لا يصل لطول السلالات الشماليّة. وبالإضافة إلى هذا تختلف الذئاب العربية عن غيرها من سلالات الذئب الرمادي بأنها لا تعيش في قطعان كبيرة، إلا في موسم التزاوج الذي يمتد من أكتوبر حتى ديسمبر أو عند الاجتماع على ذبيحة أو مصدر كبير للطعام، وعوضًا عن ذلك تصطاد في أزواج أو مجموعة عائلية مكونة من 3 أو 4 أفراد، كما تتميز عن غيرها بأمر يجعلها غير عادية وهو أنها لا تعوي وأصابعها الاثنين المتوسطين ملتصقان ببعضهما البعض، وهذه صفة كان يعتقد بأنها تميّز الكلب البري الإفريقي فقط.
للذئاب العربية، كجميع سلالات الذئب الرمادي الأخرى، عيونًا صفراء إلا أن للبعض منها عيونًا بنية وهذا دليل أكيد على أن الجمهرة الحالية ليست نقية جينيًا وأن أسلافها قد تزاوجت مع الكلاب الوحشية الطليقة في البرية، وهذا يشكل خطرًا حقيقيًا على بقاء هذه السلالة. يمكن تمييز هذه السلالة عن سلالة أخرى قريبة منها هي سلالة جنوب غرب آسيا (الذئب الإيراني) والتي تعيش في بلاد الشام والعراق والدول المجاورة عبر فرائها الأبهت وحجمها الأصغر ورأسها الصغير.
يُعرف عن الذئاب العربية أنها لا تصبح مناطقيّة إلا عندما تولد جرائها. قد يتألف البطن من 12 جرموزا (جرو الذئب)، لكنه في العادة لا يحوي أكثر من 2 أو 3 جراء. تولد الصغار عمياء وتُفطم عندما تبلغ من العمر ثمانية أسابيع عندما يبدأ والديها بتقيّؤ اللحم شبه المهضوم لها.

## الحمية
تقتل الذئاب العربية أي نوع من الحيوانات المستأنسة التي تصل في قدها لحجم الماعز، وكنتيجة لهذا فقد أقدم المزارعون دومًا على ملاحقة وتسميم وأسر هذه الحيوانات كي يحموا مواشيهم. وتصطاد الذئاب العربية الحيوانات الصغيرة والمتوسطة الحجم من شاكلة القواع صحراوي، والقوارض، والحافريات مثل والأُدْم والوعل النوبي، كما وتقتات على الجيفة والماشية عندما تكون تسكن منطقة مجاورة للمستعمرات البشرية.

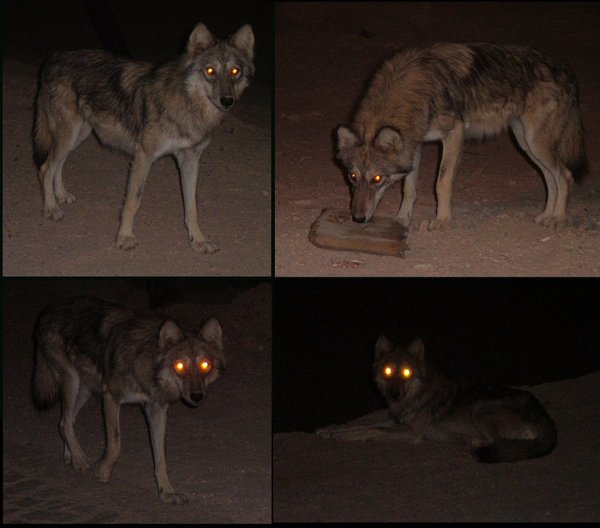
ذئب عربي (في كسوته الشتوية) في جنوب وادي عربة

## الوضع الحالي للسلالة
انقرض الذئب العربي في بعض الدول العربية مثل الكويت وقطر والإمارات وبعض أنحاء السعودية، أما في عُمان فإن أعداد هذه الحيوانات تزداد شيئًا فشيئًا منذ أن منعت الحكومة الصيد ويتوقع أن تعيد الذئاب أعدادها إلى ما كانت عليه وتنشئ جمهرات جديدة في العديد من المناطق في المدى القريب بحال بقي حظر الصيد قائمًا وتُركت الحيوانات لشأنها. وفي فلسطين يقدر عدد الذئاب العربية المتبقية بحوالي 100 أو 150 ذئبًا يعيش في صحراء النقب ووادي عربة، وتستمر هذه الذئاب بالتواجد في هذه المناطق القاحلة بسبب العناية الكبرى التي توليها لها السلطات الإسرائيلية المختصة، فالصيد محظور كما وتقوم الهيئات المختصة برمي جيف الأبقار النافقة في الصحراء من حين لأخر كي تعين الذئاب وغيرها من الحيوانات على البقاء.

## تمثيل الذئب العربي في الثقافة الإنسانية
كان العرب يشبهون الرجل القوي الذكي بالذئب لما يتحلى به من قوة ودهاء، كما ووردت قصص كثيرة لأدباء عرب فيها ذكر للذئب مثل قصص ابن المقفع في كليلة ودمنة، كما وذكر الذئب وصنف من قِبل بعض العلماء مثل الجاحظ في كتاب الحيوان. ذُكر الذئب أيضًا على أنه عدو للقطعان ورمز للغدر والشراسة والتعطش للدماء في الكثير من مخطوطات الكتاب المقدس وأعتبر رمزًا للشيطان، الشر، الغدر، الشراسة، والتعطش للدماء، كما كان يُرمز لسبط بنيامين بالذئب نظرًا لطبيعتهم المحبة للحرب في كل من نصوص العهد القديم والجديد.